# Romantikus zene
A romantikus zene szinte az egész 19. századon végigvonuló irányzat, a zenetörténet egyik leggazdagabb korszaka.

## Története
Több szakaszát szokták megkülönböztetni: korai, virágzó és kései romantika, amelyeknek eltérő vonásaik mellett is közös jellemzőik voltak: formalazítás, a szenvedélyek ábrázolására való törekvés, a népi dallamanyag felhasználása, újszerű hanghatások és merész harmóniák alkalmazása. Sokat merített a társművészetekből és a természetből: irodalmi, utazási, képzőművészeti élmények épültek be a zenébe. További jellemzője volt, hogy témáit gyakran a múltból merítette. Időben és térben eltávolodott a jelentől.
Már a bécsi klasszicizmusban megvoltak a romantika zenéjére jellemző erősen szubjektív elemek nyomai (pl. Haydn és Mozart késői szimfóniáiban). Beethoven a klasszikus formákat kiteljesítette, ugyanakkor annyira telítette költői tartalommal, hogy egyszersmind lazította is a formákat, a tételek hagyományos sorrendjét, bekapcsolta az énekhangot a zenekarba stb.
A korai romantikának (kb. 1810-1840), amelyben még klasszikus formájú művek születtek, Weber, Schubert, Mendelssohn stb. voltak a fő képviselői. Ekkor született meg a romantikus dal, amely a romantika virágzó korszakának (kb. 1840-1880) is jellemző műfaja. 
E második korszak létrehozta a programzenét és a szimfonikus költeményt. Kiemelkedő alkotói: Schumann, Chopin, Brahms, Wagner, Liszt, Csajkovszkij stb.
A romantikus zene kései korszakát (kb. 1880-1900) a fokozódó virtuozitás jellemzi, sok szempontból előkészítője a zenei impresszionizmusnak és expresszionizmusnak.